# 다케우치 미오
다케우치 미오(竹内実生, 1985년 3월 8일~)는 일본의 배우이다.

## 출연작

### 드라마
- 2001년~2002년 《백수전대 가오렌쟈》 타이가 사에/가오 화이트 역